# カール・ミカエル・ベルマン

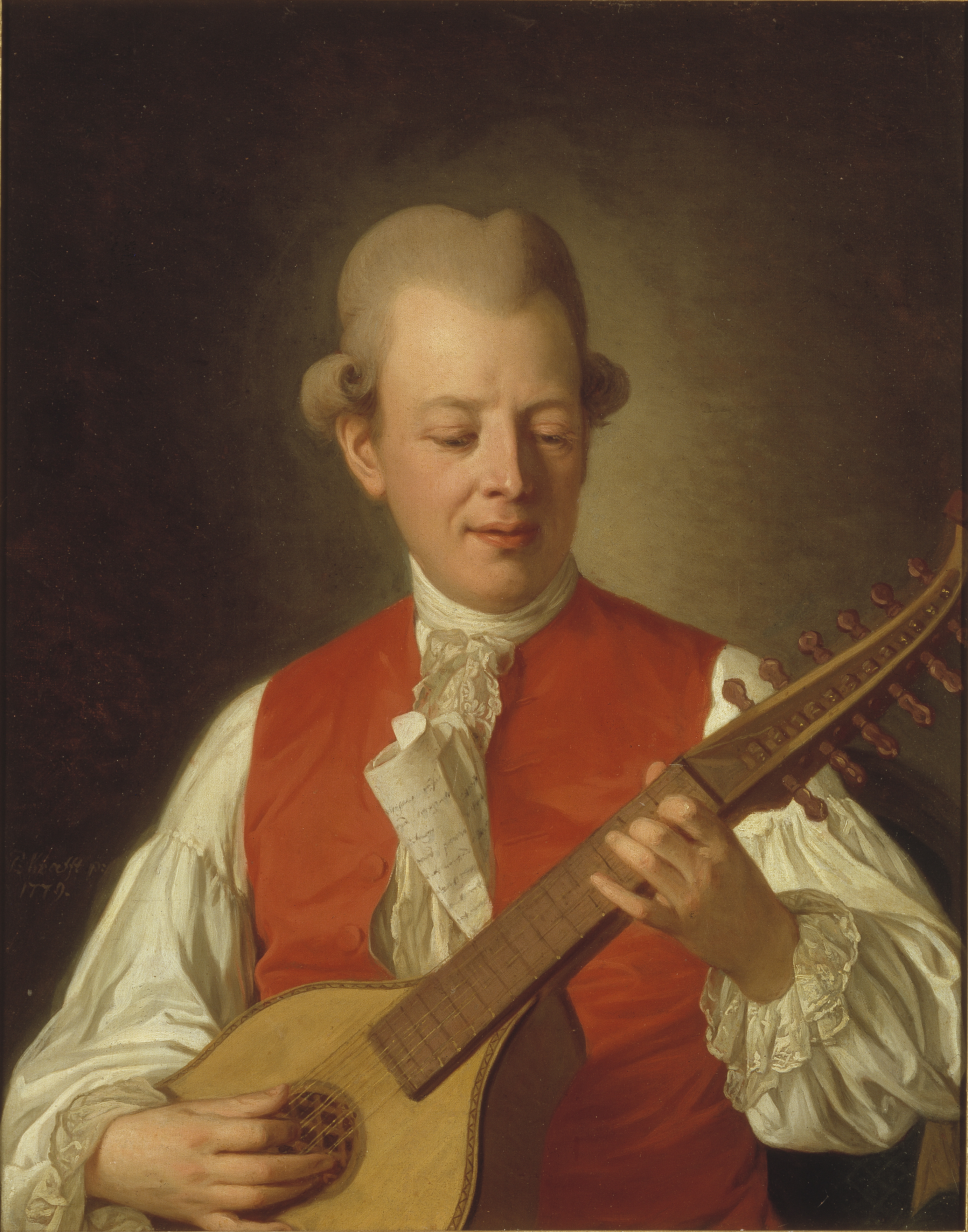
カール・ミカエル・ベルマン

カール・ミーケル・ベルマン（Carl Michael Bellman、1740年2月4日 - 1795年2月11日）は、スウェーデンの詩人。スウェーデン国王グスタフ3世の時代に活躍した宮廷詩人。スウェーデンの王室歌となった「グスタフススコール」の作曲者。